# Ctimene magata
Ctimene magata là một loài bướm đêm trong họ Geometridae.